# Warhammer 40,000: Darktide
Warhammer 40,000: Darktide è un gioco d'azione in prima persona ambientato nell'universo di Warhammer 40.000, sviluppato e pubblicato dallo studio di videogiochi svedese Fatshark. Il gioco è uscito per Microsoft Windows e Xbox Series X/S il 30 novembre 2022.
Una versione per PlayStation 5 è stata annunciata, l'uscita è prevista il 3 dicembre 2024
Il gioco utilizzerà una formula simile a quella usata in Warhammer: Vermintide 2 di Fatshark, in cui quattro giocatori cooperano per sconfiggere ondate periodiche di nemici controllati dall'IA.
Piuttosto che un set di personaggi prefabbricati, il gioco consentirà ai giocatori di personalizzare la propria classe, aspetto e genere. Le quattro classi sono composte da Veterano, Zelota, Ogryn e Psionico.

## Trama
La storia del gioco, scritta dall'autore Dan Abnett, si concentrerà su una squadra di agenti dell'Inquisizione che indaga su una potenziale infiltrazione del Caos sul pianeta Atoma Prime nella Città Alveare di Tertium. La trama è destinata ad evolversi nel tempo in modo parallelo a un live service, continuando a svilupparsi su base settimanale e seguendo una meta narrativa prestabilita. Questo approccio ricorda quello della campagna di Destiny 2.

## Sviluppo
Il gioco è stato annunciato per la prima volta nel luglio 2020 durante l'evento vetrina Xbox Series X e Series S in cui Fatshark ha mostrato i piani per un'uscita nel 2021. Il 10 dicembre 2020 è stato pubblicato un trailer di gioco che mostrava l'uso di armi come un fucile laser e una spada a catena utilizzate per sconfiggere orde di Poxwalker e traditori del caos. Tra i personaggi giocabili si possono osservare una Guardia Imperiale e un Ogryn. Gli sviluppatori hanno commentato che Darktide dovrebbe essere meno focalizzato sul combattimento corpo a corpo rispetto a Vermintide 2, avvicinandosi a una divisione 50/50 tra combattimento ravvicinato e combattimento a distanza.
Nel luglio 2021 Fatshark ha annunciato che, a causa delle difficoltà derivanti dalla pandemia di COVID-19, la data di uscita sarebbe stata posticipata dal 2021 alla primavera del 2022. La data di uscita è stata nuovamente posticipata al 13 settembre 2022 in un annuncio accompagnato da un nuovo trailer.